# Niekrasów
Niekrasów (dawn. Niekrasów Ukazowy) – wieś w Polsce położona w województwie świętokrzyskim, w powiecie staszowskim, w gminie Osiek.
W latach 1975–1998 miejscowość administracyjnie należała do województwa tarnobrzeskiego. Przez wieś biegnie droga powiatowa nr 42341 (0813T – Wiśniówka – Strzegomek – Strzegom – Zaleszcze – Mucharzew – Dąbrowa – Niekrasów); oraz trzy drogi gminne nr 4233019 (002668T – Niekrasów – Mucharzew); nr 4233015 (002664T – droga krajowa nr 79 – Niekrasów); nr 4233014 (002663T – Niekrasów – Ossala), w tym inne drogi gminne niezewidencjonowane. Poza tym fragment szerokotorowej linii kolejowej nr 65 (tzw. LHS). W Niekrasowie pochowany jest Adam Bień – członek władz Polskiego Państwa Podziemnego, sądzony w procesie szesnastu na Łubiance.
Przez wieś przechodzi zielony szlak turystyczny z Chańczy do Pielaszowa, jak również żółty szlak rowerowy, w tym też pielgrzymkowy Szlak Architektury Drewnianej „Miejsca Mocy” prowadzący ze Strzegomia do Beszowej.
7

## Zabytki oraz interesujące miejsca – warte odwiedzenia
Drewniany kościół pw. Nawiedzenia Najświętszej Maryi Panny, wzniesiony w II połowie XVII wieku. Wystrój i wyposażenie kościoła pochodzi z przełomu XVII i XVIII wieku. Cały kompleks wpisano do rejestru zabytków, w tym do perełek dziedzictwa kulturowego RP, tj.:
- kościół, nr rej.: 479 (woj. k.) z 18.03.1957 oraz 489 (woj. k.) z 15.04.1967;
- dzwonnicę, nr rej.: 489 (woj. k.) z 15.04.1967;
- najstarszą część cmentarza parafialnego, nr rej.: 345 (woj. t.) z 19.10.1989;
- pomnik ku czci poległych 1918–20, nr rej.: 466 (woj. t.) z 06.03.1992;
- aleję jesionową, decyzją (woj. t.) z dnia 15 kwietnia 1985 roku.

Dom Pracy Twórczej Józefy i Adama Kwiatkowskich (malarki i poetki) – położony w Osadzie Młyńskiej, w dolinie nad rzeką Strzegomką, przy prastarym „szlaku królewskim Sandomierz–Kraków”, na odcinku Niekrasów Poduchowny (w tym sioło Za Górą) – Ossala Dworska – Strużki. W odległości około 200 m na południe od kościoła parafialnego w Niekrasowie; nie mylić ze „szlakiem grodowym (Osiek-Połaniec)”, na odcinku Tursko Wielkie – Ossala-Kolonia – Niekrasów; łatwo odróżnić, gdyż szlak królewski został obsadzony jesionami stąd zwany często „szlakiem jesionowym”, których pozostałości nadal rosną na tym szlaku. Nadto trakt królewski prowadził też z Rytwian przez Strzegom do Sworonia (ponieważ tam była przeprawa przez Wisłę), zwany był „aleją akacjową” (tylko ten fragment do kościoła w Niekrasowie – na górze, a nie jak przebiega ta droga obecnie).

## Historia
Sama nazwa Niekrasów dowodzi, że historia tej wsi sięga czasów starożytnych, bowiem w nielicznych zabytkach piśmiennictwa polskiego z epoki piastowskiej, jak np. w pieśniach Andrzeja ze Słupi spotykamy ten wyraz „krasny”. W dokumentach (z łac. vel.) Nyekraschow, Nyekrasechow, Nyekrassow, Nyekrassów, Nyekrasszow, Nykraszow, Nykraszów i Niekrasow. Drugim dowodem pochodzenia piastowskiego tej wioski jest leżąca w jej sąsiedztwie wieś Tursko Wielkie, pod którą w 1241 roku odbyła się ważniejsza bitwa z Tatarami. Dlatego też można śmiało założyć, że rodowód wiosek okolicznych jest chronologicznie zbliżony. Jak było naprawdę nie dowiemy się już nigdy, a zawirowania dziejowe nie były dla niej zbyt łaskawe, pozbawiając ją dokumentu lokacyjnego (jest to ważne z historycznego punktu widzenia, gdyż pozwala określić przybliżoną datę powstania osady, jak i osadnictwa na jej terenie).
O dość rozwiniętym osadnictwie na tym terenie przesądza kilka istotnych faktów: po pierwsze osada posiadała kościół łaciński pod wezwaniem Świętego Krzyża ufundowany już w 1121 roku – o czym dość często w swych kronikach wspomina Jan Długosz, a gdy powstał archidiakonat sandomierski, włączono w jego skład parafię Niekrasów (wtedy, jak i obecnie nie każda osada posiadała kościół, tylko osady o dość rozwiniętych zależnościach i więziach społecznych); po drugie położenie topograficzne (trudny dostęp dla zdobywających najeźdźców); jak i bliskość ogromnych połaci leśnych, okolicznej puszczy obfitej zapewne w zwierzynę, ponadto zakole szeroko wówczas rozlewającej się i nieuregulowanej rzeki Ossolii (Ossali – obecnie Trzcianki zwanej też Strzegomką) obfitującej w ryby, raki – ponadto jej wylewy użyźniały szybko wyjaławiającą się glebę potrzebną do upraw roślinnych, a wyręby leśne świetnie nadawały się na pastwiska, a pobliska rzeka pozwalała na pojenie bydła, bez konieczności kopania studni.
Z nielicznych, aczkolwiek zachowanych do naszych czasów dokumentów, wynika że: Nawoj, prepozyt skalbmierski, kanonik i oficjał krakowski, rozstrzyga spór między Świętoborem, plebanem (rectorem) kościoła w Beszowie (Banszowa), a Markiem, dziedzicem Niekrasowa, o dziesięcinę ze wsi Otałęż z 29 XI 1386 r., a w dalszym toku sprawy Nawoj, prepozyt skalbmierski, kanonik i oficjał krakowski, poleca upomnieć Marka, dziedzica z Niekrasowa, by stosował się do wyroku w sporze z Świętoborem, plebanem (rectorem) kościoła parafialnego w Beszowie (Banssowa) z 9 II 1387 r., aż w końcu Nawoj, prepozyt skalbmierski, kanonik i oficjał krakowski, poleca ogłosić wyrok ekskomuniki na Marka, dziedzica z Niekrasowa w sprawie dziesięciny ze wsi Otałęż z 16 V 1387 r. Te zachowane niestety szczątkowe relacje – okazują się niezwykle ważne – gdyż pozwalają stwierdzić, iż ówczesny dziedzic Niekrasowa był małomajętnym gospodarzem (uchylającym się od obciążeń i innych opłat podatkowych, głównie na rzecz kościoła rzymskokatolickiego w postaci dziesięcin).

Archidiaconatus Sandomiriensis. (...) Ecclesia parochialis Sancti Pauli extra muros Sandomirienses. (...) Parochia N y e k r a s s o w.
Niekrasów, villa habens ecclesiam parochialem intra Osiek et Połaniec. (...) alias Nyekrassow, Nyekrasszow (Niekrasów) villa...
NYEKRASSOW, villa habens in se parochialem ecclesiam ligneam, Visitationi Beatae Mariae Virginis dicatam, cuius haeredes W y r z b i ą t h a  et Leonardus fratres de domo G r i f f o n u m, et Thomas K o l a c z k o w s z k y  de armis J a n i n a.  In qua sunt septem lanei cmethonales, de quibus solvitur decima manipularis et canapalis pro vicepraepositura Sandomiriensi, cuius valor aestimatur ad sex marcas; item taberna una habens agros plebani, praeter quam alia nulla locari potest, de qua a quolibet octuali, datur quartale cervisiae pro plebano; item sunt in eadem villa duo praedia militaria, de quibus decima manipularis datur ecclesiae in Nyekrassow, item est ibi molendinum, sed non habet agros; item ecclesia in Nyekragsow habet praediura bonum in fine agrorum cmethonaliura; item sylvam cum rubetis, quae decurrit a semita et limitibus Sanctae Crucis, usque ad viam stratam; item habet pratum in eadem sylva, item habet aliud magnum pratum post viam T u r z s k o  eundo in N y e k u r z a, item habet aliud pratum post ecclesiam, cum duobus hortis et piscinula; item habet molendinum in tluvio O s s o l y a  liberum, de quo ecclesiae metretae proveniunt, quod etsi vidua K o l a c z k o w s z k a  abstulerat, plebanus tamen illud iure terrestri reaquisivit; item habet lacum proprium et liberum circa N y e k u r z a, post pratum dictum Z a t h o k a  alias P o p o w o   yezyoro, una cum sylva dicta Z a w y r z b y e, et alium lacum circa L u k o w e; item habet libertatem scindendi ligna robora, et pascua in tota parochia, pro aedificiis et pro qualibet necessitate, et sine quavis contradictione; item habet ex universa parochia columbationem, quae pro medietate datur avena, et pro alia medietate datur pecunia,.

Joannis Długosz, Liber beneficiorum dioecesis Cracoviensis, tomus II.

Według Liber Beneficiorum... (1470–1480), II, Joannisa Długosza – Niekrasów miał drewniany kościół pod wezwaniem Nawiedzenia N.P.M. (Najświętszej Panny Maryi). Dziedzicami wsi byli wówczas: Wierzbieta i Leonard, bracia herbu Gryf; Tomasz Kołaczkowski herbu Janina. Było wtedy tu 7 łanów kmiecych, dających dziesięcinę wartości 6 grzywien wiceprepozyturze sandomierskiej, karczma na roli kościelnej, mająca monopol na całą wieś, dwa folwarki szlacheckie (tzw. militaria) dające dziesięcinę miejscowemu kościołowi, młyn bez roli. Do proboszcza należał folwark, lasu obszar, łąka jedna w lesie, druga wielka (łąka) przy drodze do Niekurzy, trzecia przy kościele z dwoma ogrodami i sadzawką z rybami, młyn nad rzeką Ossolii (Ossali – obecnie Trzcianką zwaną też Strzegomką), jezioro zwane Popowe, pod Niekurzą, i drugie pod wsią Łukowe, wolność wrębu oraz połowę kolędy w owsie i pieniądzach. Niekrasów został zapisany 2-krotnie w tomie I i II Liber Beneficiorum..., z niewielkimi zmianami natury ujęciowej.

Ecclesiae Collegiatarum. Sandomiriensis. (...) Vicepraepositura.
Niekrasów, villa habens ecclesiam parochialem intra Osiek et Połaniec. (...) alias Nyecraschow, Nyekraschow, Nyekrasschow, Nyekrassow, Nyekrasszow, Nykraszow (Niekrasów) villa...
NYEKRASSOW, villa parochialem ecclesiam habens in se, cuius haeredes W i a r z b y a n t h a   et   L e o n a r d u s   de armis G r i f f o n u m, et Thomas K o l a c z k o w s k y   de armis J a n i n a, in qua sunt septem lanei cmethonales, de quibus manipularis datur decima et per duas ierugas canapalis vicepraeposito, et ducunt illam cmethones in horreum a vicepraeposito locandum et valor eius aestimatur ad sex marcas. Item taberna una plebani habens agros, item hortulani, item sunt in eadem villa duo praedia militaria, de quibus decima manipularis datur ecclesiae ibidem in N y e k r a s s o w, item molendimun est ibi, sed non habet agros,.

Joannis Długosz, Liber beneficiorum dioecesis Cracoviensis, tomus I.

Według regestru poborowego z 1508 roku Niekrasów wraz z wsiami: Ossala, Tursko i Trzcianka należy do Pawła Kołaczkowskiego, który płacił 22 gr. poboru.

4. Palatinatus Sandomiriensis. a. Districtus Sandomiriensis 1508 a.
Thursko, Thrczanka, Nyekrassow, Ossola, n. Paulus Kolaczowsky gr 22,.

Adolf Pawiński, Małopolska, t. IV.

W 1578 Jan Turski płacił tu (dziesięcinę) od 6 osadników z 1½ łanu, 3 zagrodników z rolą, 1 komornika, 5 ubogich oraz 4 rzemieślników.

II. Palatinatus Sandomiriensis. 1. Districtus Sandomiriensis an. 1578. Par. Niekraszow.
Niekraszow, gen. Joannis Turski, col. 6 in lan. 1½, hort. cum argo 3, inq. 1, paup. 5, artifices 4,.

Adolf Pawiński, Małopolska, t. III.

Dziedzice wsi Turscy herbu Gryf, przyjąwszy kalwinizm, zamienili kościół tutejszy na zbór Jednoty małopolskiej, który istniał jeszcze w końcu rządów Zygmunta III Wazy. Jak już wspomniano wyżej w roku 1578 władał tu Jan Turski posiadający wszystkie wsie wchodzące w skład parafii niekrasowskiej a mianowicie: Tursko (duże/wielkie i małe), Osalę (Ossalę), Trzciankę, Kępkę (Kepę Zaduską), a gdzie indziej (w innym miejscu): Bieńkowice inaczej las Opatów i las Nakole. Zachował się oryginalny opis tego zboru z 1853 roku w książce pt. Dzieje kościołów wyznania helweckiego w dawnéj Małéj Polsce przez Józefa Łukaszewicza spisane.

Rozdział VI. Kościoły wyznania helweckiego w Małéj Polsce porządkiem alfabetycznym.
(...) CXXIX. Niekrasów.
Wieś w sandomirskiém niegdyś województwie, pod miasteczkiem Osiekiem, dyecezyi przedtém krakowskiéj, dekanacie pokrzywnickim; w 16tym wieku własność Turskich, herbu Gryf, którzy chwyciwszy się reformacyi za panowania Zygmunta Augusta, kościół tutejszy katolicki w zbór kalwiński przeistoczyli. Na początku 17. wieku Turscy źle się zapewne rządząc zmuszeni byli Niekrasów przedać, dostał on się jednakże w ręce rodziny kalwinskiéj, która jeszcze ku schyłkowi panowania Zygmunta III. zbór niekrasowski utrzymywała. Kiedy go Katolicy, jako niegdyś własność swoję, wraz z funduszami odzyskali, nie wiadomo mi.

Józef Łukaszewicz, Dzieje kościołów wyznania helweckiego w dawnéj Małéj Polsce.

Obecny kościół, drewniany, modrzewiowy, pochodzi z 1661 roku; a został wybudowany z konieczności po spaleniu się konsekrowanego na obrządek łaciński zboru ewangelickiego Jednoty małopolskiej. Jest on kontynuatorem tradycji jeszcze innego kościoła z 1400 roku, pod wezwaniem Nawiedzenia NMP.
Wieś wymieniana w Słowniku geograficznym Królestwa Polskiego i innych krajów słowiańskich w dwóch tomach, pod koniec XIX wieku i na początku XX wieku.

NIEKRASÓW, W dokumentach Nyekrassów, wieś, powiat sandomierski, gmina Tursko, parafia Niekrasów. Odległość od Sandomierza wiorst 33, posiada kościół parafialny drewniany i dom schronienia dla ubogich, 43 domy, 201 mieszkańców, ziemi dworskiej 25 mórg, ziemi włościańskiej 399 mórg. W 1827 roku było tu 27 domów, 221 mieszkańców. Według Długosza (Liber Beneficiorum, II, 323, 324), Niekrasów miał kościół drewniany pod wezwaniem Nawiedzenia N. P. M. (Najświętszej Panny Maryi). Dziedzicami wsi byli: Wierzbieta i Leonard, bracia herbu Gryf; Tomasz Kołaczkowski herbu Janina. Było (tu) wtedy 7 łanów kmiecych, dających dziesięcinę wartości 6 grzywien wiceprepozyturze sandomierskiej, karczma na roli kościelnej, mająca monopol na całą wieś, dwa folwarki szlacheckie (militaria) dające dziesięcinę miejscowemu kościołowi, młyn bez roli. Do proboszcza należał folwark, lasu obszar, łąka jedna w lesie, druga wielka łąka przy drodze do Niekurzy, trzecia przy kościele z dwoma ogrodami i sadzawką, młyn nad rzeką Ossolii, jezioro zwane Popowe, pod Niekurzą, i drugi pod wsią Łukowe, wolność wrębu i kolędę w owsie i pieniądzach. Obecny kościół, drewniany, modrzewiowy, pochodzi z 1661 roku. Niekrasów, parafia, dekanat sandomierski (dawniej staszowski) 2230 dusz.

Bronisław Chlebowski, Słownik geograficzny Królestwa Polskiego i innych krajów słowiańskich, t. VII.

{{Cytat
Por. Filip Sulimierski (red. naczelny), Bronisław Chlebowski (red.), Józef Krzywicki (współudział): Słownik geograficzny Królestwa Polskiego i innych krajów słowiańskich. Nakładem Władysława Walewskiego do końca tomu X. Od tomu XI, z zasiłku Kasy pomocy dla osób pracujących na polu naukowem imienia D-ra Mianowskiego. T. XV. Cz. II. Warszawa: Skład Główny w Księgarni Gebethnera i Wolffa, Druk „WIEKU” Nowy-Świat Nr. 61, 1902, s. 739.
|treść = NIEKRASÓW, wieś, powiat sandomierski. Dziedzice wsi Turscy herbu Gryf, przyjąwszy kalwinizm, zamienili kościół tutejszy na zbór, który istniał jeszcze w końcu rządów Zygmunta III. W roku 1578 włada tu Jan Turski posiadający wszystkie wsi wchodzące w skład parafii a mianowicie: Tursko, Osalę, Trzciankę, Kępkę, Bieńkowice alias Opatów las i Nakole las.
|autor = 
|źródło = Słownik geograficzny Królestwa Polskiego i innych krajów słowiańskich, t. XV, cz. II.
}}

Na podstawie ww. informacji z 1886 roku – Niekrasów, to wieś w ówczesnym powiecie sandomierskim, w ówczesnej gminie Tursko. Leży w parafii Niekrasów w odległości 33 wiorst od Sandomierza. Posiada drewniany kościół parafialny i dom schronienia dla ubogich. Ma 43 domy i 201 mieszkańców, w tym 25 mórg ziemi dworskiej i 399 mórg ziemi włościańskiej. W 1827 roku było tu 27 domów i 221 mieszkańców.
W 1886 roku ówczesna parafia Niekrasów należała do ówczesnego dekanatu sandomierskiego (ale dawniej jeszcze do dekanatu staszowskiego) i liczyła wówczas 2230 dusz.
Niekrasów w 1867 roku wchodził w skład gminy Tursko, z urzędem gminy w Strużkach. Sądem okręgowym dla gminy był IV Sąd Okręgowy w Staszowie (tam też była stacja pocztowa). Gmina miała 8781 mórg rozległości ogółem (w tym 5083 mórg włościańskich) i 4613 mieszkańców (w tym 1,4% pochodzenia żydowskiego, tj. 63 żydów). W skład gminy wchodziły jeszcze: Antoszówka, Dąbrowa, Luszyca, Matyaszów, Nakol, Niekurza, Okrągła, Ossala, Pióry, Rudniki, Szwagrów, Strużki, Sworoń, Trzcianka, Tursko Małe, Tursko Wielkie, Tursko Wola, Zaduska Kępa i Zawada.

## Demografia
Współczesna struktura demograficzna wioski Niekrasów na podstawie danych z lat 1995-2009 według roczników GUS-u, z prezentacją danych z 2002 roku:

| WYSZCZEGÓLNIENIE | WYSZCZEGÓLNIENIE | WYSZCZEGÓLNIENIE | WYSZCZEGÓLNIENIE | WYSZCZEGÓLNIENIE | J. m.       | POPULACJA MIESZKAŃCÓW (w przedziałach wiekowych w 2002 roku) | POPULACJA MIESZKAŃCÓW (w przedziałach wiekowych w 2002 roku) | POPULACJA MIESZKAŃCÓW (w przedziałach wiekowych w 2002 roku) | POPULACJA MIESZKAŃCÓW (w przedziałach wiekowych w 2002 roku) | POPULACJA MIESZKAŃCÓW (w przedziałach wiekowych w 2002 roku) | POPULACJA MIESZKAŃCÓW (w przedziałach wiekowych w 2002 roku) | POPULACJA MIESZKAŃCÓW (w przedziałach wiekowych w 2002 roku) | POPULACJA MIESZKAŃCÓW (w przedziałach wiekowych w 2002 roku) | POPULACJA MIESZKAŃCÓW (w przedziałach wiekowych w 2002 roku) | POPULACJA MIESZKAŃCÓW (w przedziałach wiekowych w 2002 roku) |
| WYSZCZEGÓLNIENIE | WYSZCZEGÓLNIENIE | WYSZCZEGÓLNIENIE | WYSZCZEGÓLNIENIE | WYSZCZEGÓLNIENIE | J. m.       | OGÓŁEM                                                       | 0-9                                                          | 10-19                                                        | 20-29                                                        | 30-39                                                        | 40-49                                                        | 50-59                                                        | 60-69                                                        | 70-79                                                        | 80+                                                          |
| ---------------- | ---------------- | ---------------- | ---------------- | ---------------- | ----------- | ------------------------------------------------------------ | ------------------------------------------------------------ | ------------------------------------------------------------ | ------------------------------------------------------------ | ------------------------------------------------------------ | ------------------------------------------------------------ | ------------------------------------------------------------ | ------------------------------------------------------------ | ------------------------------------------------------------ | ------------------------------------------------------------ |
| I.               | OGÓŁEM           | OGÓŁEM           | OGÓŁEM           | OGÓŁEM           | os.         | 197                                                          | 22                                                           | 37                                                           | 30                                                           | 23                                                           | 27                                                           | 23                                                           | 15                                                           | 16                                                           | 4                                                            |
| I.               | –                | odsetek          | odsetek          | odsetek          | %           | 100                                                          | 11,2                                                         | 18,8                                                         | 15,2                                                         | 11,7                                                         | 13,7                                                         | 11,7                                                         | 7,6                                                          | 8,1                                                          | 2                                                            |
| I.               | 1.               | WEDŁUG PŁCI      | WEDŁUG PŁCI      | WEDŁUG PŁCI      | WEDŁUG PŁCI | WEDŁUG PŁCI                                                  | WEDŁUG PŁCI                                                  | WEDŁUG PŁCI                                                  | WEDŁUG PŁCI                                                  | WEDŁUG PŁCI                                                  | WEDŁUG PŁCI                                                  | WEDŁUG PŁCI                                                  | WEDŁUG PŁCI                                                  | WEDŁUG PŁCI                                                  | WEDŁUG PŁCI                                                  |
| I.               | 1.               | A.               | Mężczyzn         | Mężczyzn         | os.         | 99                                                           | 16                                                           | 17                                                           | 15                                                           | 12                                                           | 17                                                           | 12                                                           | 5                                                            | 4                                                            | 1                                                            |
| I.               | 1.               | A.               | –                | odsetek          | %           | 50,3                                                         | 8,2                                                          | 8,7                                                          | 7,6                                                          | 6,1                                                          | 8,6                                                          | 6,1                                                          | 2,5                                                          | 2                                                            | 0,5                                                          |
| I.               | 1.               | B.               | Kobiet           | Kobiet           | os.         | 98                                                           | 6                                                            | 20                                                           | 15                                                           | 11                                                           | 10                                                           | 11                                                           | 10                                                           | 12                                                           | 3                                                            |
| I.               | 1.               | B.               | –                | odsetek          | %           | 49,7                                                         | 3                                                            | 10,1                                                         | 7,6                                                          | 5,6                                                          | 5,1                                                          | 5,6                                                          | 5,1                                                          | 6,1                                                          | 1,5                                                          |

Rysunek 1.1 Piramida populacji – struktura płci i wieku wioski
| I. | OGÓŁEM | OGÓŁEM  | OGÓŁEM            | OGÓŁEM            | OGÓŁEM            | os.     | 197     | 99      | 98      |         |         |         |         |         |         |         |         |         |         |         |
| I. | –      | odsetek | odsetek           | odsetek           | odsetek           | %       | 100     | 50,3    | 49,7    |         |         |         |         |         |         |         |         |         |         |         |
| I. | 1.     | W WIEKU | W WIEKU           | W WIEKU           | W WIEKU           | W WIEKU | W WIEKU | W WIEKU | W WIEKU | W WIEKU | W WIEKU | W WIEKU | W WIEKU | W WIEKU | W WIEKU | W WIEKU | W WIEKU | W WIEKU | W WIEKU | W WIEKU |
| I. | 1.     | A.      | Przedprodukcyjnym | Przedprodukcyjnym | Przedprodukcyjnym | os.     | 51      | 29      | 22      |         |         |         |         |         |         |         |         |         |         |         |
| I. | 1.     | A.      | –                 | odsetek           | odsetek           | %       | 25,9    | 14,7    | 11,2    |         |         |         |         |         |         |         |         |         |         |         |
| I. | 1.     | B.      | Produkcyjnym      | Produkcyjnym      | Produkcyjnym      | os.     | 114     | 63      | 51      |         |         |         |         |         |         |         |         |         |         |         |
| I. | 1.     | B.      | –                 | odsetek           | odsetek           | %       | 57,9    | 32      | 25,9    |         |         |         |         |         |         |         |         |         |         |         |
| I. | 1.     | B.      | a.                | mobilnym          | mobilnym          | os.     | 74      | 39      | 35      |         |         |         |         |         |         |         |         |         |         |         |
| I. | 1.     | B.      | a.                | –                 | odsetek           | %       | 37,6    | 19,8    | 17,8    |         |         |         |         |         |         |         |         |         |         |         |
| I. | 1.     | B.      | b.                | niemobilnym       | niemobilnym       | os.     | 40      | 24      | 16      |         |         |         |         |         |         |         |         |         |         |         |
| I. | 1.     | B.      | b.                | –                 | odsetek           | %       | 20,3    | 12,2    | 8,1     |         |         |         |         |         |         |         |         |         |         |         |
| I. | 1.     | C.      | Poprodukcyjnym    | Poprodukcyjnym    | Poprodukcyjnym    | os.     | 32      | 7       | 25      |         |         |         |         |         |         |         |         |         |         |         |
| I. | 1.     | C.      | –                 | odsetek           | odsetek           | %       | 16,2    | 3,6     | 12,6    |         |         |         |         |         |         |         |         |         |         |         |

## Geografia
Współrzędne geograficzne obecnej wioski Niekrasów zostały wyśrodkowane względem starego podziału; utrwalonego w świadomości mieszkańców z Niekrasów i Niekrasów Poduchowny, co przedstawia tabela 1; dodatkowo dołączono Dąbrowę obecny wysiółek Niekrasowa.

| Opis | Opis      | Opis                 | Położenie                                 |
| ---- | --------- | -------------------- | ----------------------------------------- |
| 1.   | Niekrasów | Niekrasów            | 50°29′39″N 21°23′01″E/50,494167 21,383611 |
| 1.   | a.        | Niekrasów Poduchowny | 50°29′33″N 21°23′38″E/50,492500 21,393889 |
| 2.   | Dąbrowa   | Dąbrowa              | 50°30′12″N 21°21′41″E/50,503333 21,361389 |

Wieś Niekrasów położona jest 9,8 km na północny wschód od Połańca; 16,6 km na wschód, południowy wschód od Staszowa; 23,4 km na zachód, południowy zachód od Tarnobrzega i 23,6 km na północ od Mielca leżąc na wysokości 176,1 m n.p.m. Przy czym przysiółek Niekrasów Poduchowny położony jest 10,2 km na północny wschód od Połańca; 17,3 km na wschód, południowy wschód od Staszowa; 23,3 km na północ od Mielca i 22,8 km na zachód, południowy zachód od Tarnobrzega leżąc na wysokości 163.6 m n.p.m.

## Dawne części wsi – obiekty fizjograficzne
W latach 70. ubiegłego wieku przyporządkowano i opracowano spis lokalnych części integralnych dla Niekrasowa zawarty w tabeli 2.

| Nazwa wsi – miasta        | Nazwy części wsi – miasta       | Nazwy obiektów fizjograficznych – charakter obiektu |
| ------------------------- | ------------------------------- | --- |
| I. Gromada TURSKO WIELKIE |                                 | |
| 1. Niekrasów              | 1. Choiny 2. Dąbrowa 3. Za Górą | 1. Berkówka – łąka, pole 2. Choiny – pole, krzaki 3. Dąbrowa – pole 4. Kalugi – pole, łąki 5. Pod Cmentarzem – łąka 6. Stawiska – łąka 7. Strzegomka – rzeczka |

## Literatura
- Barański Piotr: Miasto i Gmina Osiek. Wyd. I. Krosno: Oficyna Wydawnicza „APLA”, 1999. ISBN 83-88065-14-9. Brak numerów stron w książce
- Bielec Jan (red.), Szwałek Stanisława: Wykaz urzędowych nazw miejscowości w Polsce. Ministerstwo Administracji, Gospodarki Terenowej i Ochrony Środowiska. T. II: K – P. Warszawa: GUS, 1981. Brak numerów stron w książce
- Długosz Joannis senioris canonici cracoviensis: Liber beneficiorum dioecesis Cracoviensis. Nunc primum e codice autographo editus. Tomus I: Ecclesia cathedralis Cracoviensis. – Ecclesiae Collegiatorum. W: Długosz Joannis senioris canonici Cracoviensis: Opera omnia. Cura Alexandri Przezdziecki edita. Tomus VII. Cracoviae: Ex Typographia Kirchmajeriana, MDCCCLXIII (1863). Brak numerów stron w książce
- Długosz Joannis senioris canonici cracoviensis: Liber beneficiorum dioecesis Cracoviensis. Nunc primum e codice autographo editus. Tomus II: Ecclesia parochiales. W: Długosz Joannis senioris canonici Cracoviensis: Opera omnia. Cura Alexandri Przezdziecki edita. Tomus VIII. Cracoviae: Ex Typographia Kirchmajeriana, MDCCCLXIV (1864). Brak numerów stron w książce
- Kaczmarek Leon (red. nauk. zeszytu), Taszycki Witold (red. nauk. wyd.): Urzędowe Nazwy miejscowości i obiektów fizjograficznych. 33. Powiat staszowski województwo kieleckie. Komisja ustalania nazw miejscowości i obiektów fizjograficznych (do użytku służbowego). Z: 33. Warszawa: Urząd Rady Ministrów. Biuro do Spraw Prezydiów Rad Narodowych, 1970. Brak numerów stron w książce
- Łukaszewicz Józef: Dzieje kościołów wyznania helweckiego w dawnéj Małéj Polsce. Tros, Rutulusve fuat, Nullo discrimine habebo. Virgil Aen. Poznań: Nakładem księgarni Jana Konstantego Żupańskiego, 1853. Brak numerów stron w książce
- Sitek Janusz: Nazwy geograficzne Rzeczypospolitej Polskiej. Ministerstwo Gospodarki Przestrzennej i Budownictwa, Główny Geodeta Kraju, Urząd Rady Ministrów, Komisja Ustalania Nazw Miejscowości i Obiektów Fizjograficznych. Warszawa: Państwowe Przedsiębiorstwo Wydawnictw Kartograficznych im. Eugeniusza Romera, 1991. ISBN 83-7000-071-1. Brak numerów stron w książce
- Sulimierski Filip (red. naczelny), Chlebowski Bronisław (red.), Walewski Władysław (red.): Słownik geograficzny Królestwa Polskiego i innych krajów słowiańskich. Nakładem Władysława Walewskiego. T. VII. Warszawa: Druk „WIEKU” Nowy-Świat Nr. 61, 1886. Brak numerów stron w książce
- Sulimierski Filip (red. naczelny), Chlebowski Bronisław (red.): Słownik geograficzny Królestwa Polskiego i innych krajów słowiańskich. Nakładem Władysława Walewskiego do końca tomu X. Od tomu XI, z zasiłku Kasy pomocy dla osób pracujących na polu naukowem imienia D-ra Mianowskiego. T. XII. Warszawa: Druk „WIEKU” Nowy-Świat Nr. 61, 1892. Brak numerów stron w książce
- Sulimierski Filip (red. naczelny), Chlebowski Bronisław (red.), Krzywicki Józef (współudział): Słownik geograficzny Królestwa Polskiego i innych krajów słowiańskich. Nakładem Władysława Walewskiego do końca tomu X. Od tomu XI, z zasiłku Kasy pomocy dla osób pracujących na polu naukowem imienia D-ra Mianowskiego. T. XV. Cz. II. Warszawa: Skład główny w Księgarni Gebethnera i Wolffa, Druk „WIEKU” Nowy-Świat Nr. 61, 1902. Brak numerów stron w książce
- Źródła dziejowe. T. XIV: Polska XVI wieku pod względem geograficzno-statystycznym opisana przez Adolfa Pawińskiego. T. III: Małopolska. Warszawa: Skład Główny w Księgarni Gebethnera i Wolffa, Druk J. Bergera, Elektoralna, Nr. 14 1886. Brak numerów stron w książce
- Źródła dziejowe. T. XV: Polska XVI wieku pod względem geograficzno-statystycznym opisana przez Adolfa Pawińskiego. T. IV: Małopolska. Warszawa: Skład główny w Księgarni Gebethnera i Wolffa, Druk J. Bergera, Elektoralna, Nr. 14 1886. Brak numerów stron w książce